# Ablanque
Ablanque es un municipio y localidad española de la provincia de Guadalajara, en la comunidad autónoma de Castilla-La Mancha. El término municipal, ubicado en el parque natural del Alto Tajo, cuenta con una población de 73 habitantes (INE 2024).

## Geografía
Está situado en una hondonada, en la cima de una pequeña colina, a la margen derecha de un río, llamado Ablanquejo, que corre al sur  de la localidad. Se halla resguardada del viento oeste por un cerro, que llaman el Cejo. En sus alrededores se encuentran restos romanos y numerosas hectáreas de pinar. Por Ablanque pasa un río al que da nombre el pueblo, el Ablanquejo, que, con una escasa longitud de unos 8 km, desemboca en el Tajo. En su término municipal existe una presa artificial, que en verano se llena de gente de los pueblos de alrededor.
En los alrededores de Ablanque se encuentran otras localidades como Cobeta y La Olmeda de Cobeta al este, La Buenafuente del Sistal y Huertahernando al sur, y La Loma y Riba de Saelices al oeste. El acceso por carretera a Ablanque puede realizarse desde la A-2, abandonándola por la salida de Alcolea del Pinar (km 130); por la N-211, a la altura de Mazarete (km 28); también en coche de línea, de la ruta Madrid-Teruel, que pasa por el mismo pueblo. En tren la parada más cercana es la de Sigüenza.

## Historia
A la caída del Antiguo Régimen la localidad se constituyó en municipio constitucional en la región de Castilla la Nueva, partido de Cifuentes que en el censo de 1842 contaba con 40 hogares y  215 vecinos.
A mediados del siglo XIX, el lugar contaba con una población censada de 396 habitantes. La localidad aparece descrita en el primer volumen del Diccionario geográfico-estadístico-histórico de España y sus posesiones de Ultramar de Pascual Madoz de la siguiente manera:

ABLANQUE: l. con ayunt. de la prov. de Guadalajara (16 leg.), part. jud. de Cifuentes (6): aud. terr. y c. g. de Madrid (26); adm. de rent. y dióc. de Sigüenza (7): sit. en una hondonada, en la cima de una pequeña colina, á la marg. der. del r. Ablanquejo, que corre al S. y á 400 varas de la pobl.: resguardado del viento O. por un cerro que llaman el Cejo, está ventilado por los demas lados, con clima saludable, aunque propenso á las intermitentes y dolores reumáticos. Tiene 50 casas de 6 á 8 varas de altura, mal construidas y sin comodidad, que forman una plaza de figura cuadrilatera y algunas calles irregulares estrechas y mal empedradas: la casa de ayunt. sirve al mismo tiempo de cárcel: la escuela desempeñada por el sacristan no tiene dotacion fija, la pagan los padres de los 15 niños de ambos sexos que concurren, en grano desde uno á cuatro celemines según sus clases; la igl. parr. dedicada á la Asuncion de Ntra. Sra. está servida por un cura de oposicion; al S. é inmediata al pueblo hay una ermita con la advocacion de S. Roque, y contiguo á ella el cementerio bien ventilado. Confina el term. por N. con el comun del ducado de Medinaceli; por E. con los de Cobeta, y Olmeda de Cobeta; por el S. con los de Buenafuente y Huerta-hernando, y por O. con los de la Loma y Riva de Saelices, cuyos confines dist. una leg. del pueblo. El r. Ablanquejo que marcha de E. á O. de poco caudal, cria truchas, anguilas y algunos peces y cangrejos, da movimiento á un molino harinero, y riega algunos huertos: hay tambien varios montes de pinar, carrascas y chaparros, y aunque el terreno es muy quebrado, pedregoso, flojo y árido se ven algunos valles, vegas y prados para pastos: comprende todo el term. 8050 fan. de tierra de las cuales se cultivan 1106, siendo 46 de 1.ª calidad, 200 de 2.ª y 860 de 3.ª: de las incultas pudiera roturarse una pequeña porcion, pero dedicadas á pastos como están, rinden mas utilidad. Los caminos son locales y de herradura; recibe el correo de Cifuentes por medio de propio: prod. trigo, cebada, avena y legumbres; se mantienen ademas 1600 cabezas de ganado lanar y cabrio, 40 mulas de labor y 66 reses vacunas; y en los montes se crian perdices, liebres, conejos, venados, lobos, zorras y jabalíes: no ejerce mas ind. que la agrícola, y su comercio consiste en la venta de cereales que sobran y la importacion de vino y aceito de que carece. pobl. 40 vec., 215 alm. cap. prod. 1.033,300 rs., imp. 52,330; contr. 2,684 rs. 21 mrs. vn.
(Madoz, 1845, p. 58)

A mediados del siglo XIX crece el término del municipio porque incorpora a La Loma.
A finales del siglo XIX era un lugar de la audiencia de Sigüenza, de la provincia de Guadalajara, de donde dista 17 leguas (81 km); seis de Cifuentes, su partido judicial, y 27 de Madrid, su capitanía general y audiencia antigua. Poseía escuela de ambos sexos dotada con 500 pesetas anuales, casa y retribuciones. Tenía entonces unos 130 vecinos.
En 2005, el municipio fue azotado por el mayor incendio forestal de dicho año, que se cobró 11 muertos y calcinó más de 12 000 hectáreas de bosque. La juez consideró que desde la exconsejera de Medio Ambiente, Rosario Arévalo, a los técnicos que dirigieron la extinción hubo un delito continuado por «la defectuosa ejecución del plan de emergencias, la tardanza en la localización, movilización tardía de medios humanos y materiales y retraso en el pronto ataque» del incendio.

## Patrimonio
La localidad cuenta con una iglesia parroquial dedicada a Nuestra Señora de la Asunción. Al sur e inmediata al pueblo está la ermita de San Roque, y contiguo a ella el cementerio.

## Demografía
Ablanque cuenta con una población de 73 habitantes (INE 2024).
| Gráfica de evolución demográfica de Ablanque entre 1842 y 2021 |
| |
| Población de derecho según los censos de población del INE Población de hecho según los censos de población del INEEntre el censo de 1857 y el anterior, crece el término del municipio porque incorpora a La Loma |

## Fiestas y costumbres
Gracias a su Asociación Cultural, Comisión y al Ayuntamiento el pueblo dispone de diversas fiestas durante el año:
- Carnavales, en los que se realiza una fiesta de disfraces tanto infantil como de adulto.
- Semana Santa.
- Festividad de los Mayos en mayo.
- La Romería, en la que se celebra la fiesta en la ermita del pueblo, situada en un bello paraje en el pinar, llevando a la Virgen, bajo la advocación del Buen Labrado, desde el pueblo hasta dicha ermita andando; luego se celebra una misa en su honor. Todo ese día, los vecinos lo pasan en la ermita, donde se comparte la comida. Para finalizar el día, tiene lugar un baile en la plaza del pueblo.
- Las de agosto que son las fiestas más populosas del año, debido a la afluencia de los hijos del pueblo que viven en sus respectivas ciudades. La comisión de festejos organiza unas fiestas para todos, en las que tienen lugar diversas actividades, y que abarcan una semana de celebración. Unos días después, la Asociación Cultural celebra una fiesta en la que se homenajea a los mayores del pueblo.
- Las fiestas patronales, en las que es la fiesta del Cristo, haciéndole honor, en la que se celebra durante todo el día con una misa en su honor, comida y fiesta por la noche.
- La noche de los Santos, llamada Halloween, en la que la Asociación organiza un recorrido de terror por el pueblo para todas las edades. Al día siguiente (Todos los Santos) todos los vecinos llevan flores a sus seres queridos fallecidos.
- La Matanza de ganado, en diciembre, en que se reúne todo el pueblo en los salones de la Asociación y a la que se dedican varios días.